# Симулякрон-3
«Симулякрон-3» (англ. Simulacron-3) (1964) (також виходив під назвою Світ-підробка англ. Counterfeit World) — науково-фантастичний роман американського письменника Деніела Ф. Ґелує, в якому присутній ранній літературний опис віртуальної реальності. 

## Стислий опис сюжету
Симулякрон-3 це розповідь про віртуальне місто (цілковитий симулятор навколишнього середовища), яке створив вчений заради маркетингових досліджень, щоб знизити потребу в соціологічних опитуваннях. Симульоване комп'ютером місто так добре запрограмоване, що, хоча його жителі й мають власну свідомість, але не здогадуються, за винятком одного жителя, що самі вони є лише електронними імпульсами всередині комп'ютера.
Провідний вчений симулятора, Геннон Фуллер, таємничим чином вмирає, а його колега, Мортон Лінч, зникає. Головний герой роману, Дуглас Холл, перебуває разом з Лінчем, коли той зникає, і згодом намагається придушити зачатки свого божевілля. Разом з розгортанням часу і подій, він поступово починає розуміти, що і його власний світ у свою чергу ймовірно не є «реальним», і являє собою лише комп'ютерну симуляцію.

## Подібні праці
У літературі оповідання Фредерика Пола Тунель під світом (1955) оперує подібними філософськими темами і сатиричною критикою маркетингових досліджень, хоча у своїй розповіді Пол описує симульовану реальність як складну механічну модель у певному масштабі. На відміну від Симулякрона-3, сама ця реальність не є чисто електронною, а в комп'ютері перебувають лише свідомості її жителів. Філіп Дік у своїй історії Звихнутий час (1959) зображує людину, яка не здогадується, що проживає у фізично симульованому місті, поки зміни у її (видимій) реальності не починають проявляти себе.
Матриця (1999) зображує світ, чиє населення не знає, що світ, який вміщує їхні свідомості, є симулякром віртуальної реальності.
Книга Г'ю Гоуї під назвою «Плагіатор» (2011) — це короткий роман, який має справу з такими самими темами та ідеями.

## Адаптації
Роман адаптовано кілька разів за допомогою інших засобів масової інформації, зокрема як двосерійний німецький телевізійний фільм Welt am Draht (1973) (світ на дротах), режисером якого був Райнер Вернер Фассбіндер, «що досить точно передає сюжет книги Геллоуї», фільм Тринадцятий поверх (1999) режисера Джозефа Руснака, а також вистава Світ дротів (2012) режисера Джея Шайба.